# طبل حلبی
طَبلِ حَلَبی (به آلمانی: Die Blechtrommel) رمانی است به قلم گونتر گراس که سال ۱۹۵۹ میلادی منتشر شد. این رمان در کنار دو رمان دیگر با نام‌های موش و گربه و سال‌های سگی سه‌گانه‌ای را تشکیل می‌دهند.

## دربارهٔ رمان
گونتر گراس در مصاحبه‌های مختلف خود بارها گفته‌است که او هیچ وقت انتظار نداشته این رمان تا این اندازه مورد استقبال خوانندگان و منتقدان قرار گیرد.
او در گفتگویی که سال ۱۳۸۹ با ماهنامه ادبی ـ هنری نافه کرد دربارهٔ این رمان گفته بود «من مدیون گروه ۴۷ هستم. آن موقع نویسنده جوانی بودم و در گروه ۴۷ شعرهای اولیه‌ام را می‌خواندم. بعداً در همان گروه اولین رمانم طبل حلبی را خواندم.»
گراس در این گفتگو دربارهٔ شوخی‌های اسکار، قهرمان رمانش با مسیح و مذهب گفته بود «شوخی‌ها و طنز او دشمنی با مذهب نیست. اسکار دچار توهم می‌شود و به خیالات واهی می‌افتد. همان چیزی که در خیلی از مردم می‌بینیم. اسکار فکر می‌کند مسیح نجات‌دهنده است.»
سال ۲۰۰۹ به مناسبت پنجاهمین سال انتشار این رمان در بسیاری از انجمن‌ها و مراکز فرهنگی آلمان برنامه‌های بزرگداشتی با حضور گونتر گراس برگزار شد.

## داستان
شخصیت اصلی این رمان پسری است که تصمیم می‌گیرد از سن سه سالگی بزرگ‌تر نشود؛ بنابراین در همان قد و قوارهٔ کودکی باقی می‌ماند. اما از نظر فکری رشد می‌کند. افراد دور و بر این پسر او را کودک می‌انگارند. در حالی که او همه چیز را می‌بیند و درک می‌کند و هر جا که بتواند از توانایی‌های خاص خودش برای تفریح یا تغییر شرایط استفاده می‌کند.
در این رمان وقایعی مربوط به دوران هیتلر آمده‌است که این کودک نیز شاهد آنها است و نقشی در آنها ایفا می‌کند. شرایط این کودک که به صورتی ناقص‌الخلقه باعث آزار دیگران می‌شود یا با استفاده از احساسات دیگران از آنها سوءاستفاده می‌نماید، به نوعی نشانگر شرایط زمانی جامعهٔ آن دوران آلمان است.

## نسخه فارسی
رمان طبل حلبی را سروش حبیبی به فارسی برگردانده که انتشارات نیلوفر سال ۱۳۸۱ آن را چاپ کرد.

## نقد
هرمان کانت، نویسنده اهل آلمان شرقی، در سال ۱۹۶۰ این کتاب را به خاطر بیان رویدادهای مشمئزکننده، فاقد ارزش هنری دانست. در سال ۱۹۸۶، اورسلا رینولد، منتقد اهل آلمان شرقی، موضع ملایم‌تری گرفت و پذیرفت که این رمان ظرفیت تحت تاثیر قرار دادن حاکمیت آلمان غربی را داشته‌است، منتها گراس را برای استفاده کردن از «غرض‌ورزی‌های ضدکمونیستی» و «دست انداختن تلاش جدی مردم در جستجوی معنا» سرزنش کرد.

## نسخه سینمایی
از روی این رمان فیلمی با همین نام به کارگردانی فولکر شلوندورف ساخته شد که توانست اسکار بهترین فیلم غیرانگلیسی زبان و نخل طلای جشنواره فیلم کن را از ان خود کند.